# 조에이역
조에이역(일본어: 常永駅)은 일본 야마나시현 나카코마군 쇼와정에 위치한 도카이 여객철도 미노부 선의 철도역이다. 섬식 승강장 1면 2선의 구조를 갖춘 지상역이다.

## 타는 곳
| 1 | ■ 미노부 선 | 하행 | 고후 방면          |
| 2 | ■ 미노부 선 | 상행 | 미노부 · 후지 방면 |

## 이용 현황
| 연도     | 하루 평균 승차 인원 |
| 2006년도 | 323                 |
| 2007년도 | 332                 |
| 2008년도 | 358                 |
| 2009년도 | 342                 |
| 2010년도 | 354                 |
| -------- | ------------------- |

## 역 주변
- 야마나시 대학 의학부 부속병원
- 야마나시 대학 의학부 캠퍼스
- 이온 타운 야마나시추오
- 이온 몰 고후쇼와
- 고쿠보 공업단지
- 가마나시 공업단지

## 인접 역
| 도카이 여객철도 미노부 선 | 도카이 여객철도 미노부 선 | 도카이 여객철도 미노부 선 |
| ------------------------- | ------------------------- | ------------------------- |
| 고이카와 후지 방면        | ■ 미노부 선               | 고쿠보 고후 방면          |